# Agna di Pratovalle
L'Agna di Pratovalle è un torrente che scorre in Italia, facente parte del bacino idrografico dell'Arno.

## Percorso
L'Agna di Pratovalle nasce dal Monte Lori a quota 1300 m, nel gruppo del Pratomagno, poco a monte della frazione di Anciolina nel comune di Loro Ciuffenna, in provincia di Arezzo. Dopo circa 14 km confluisce col fiume Arno a valle del ponte di Montalto. Di particolare rilevanza ambientale il tratto compreso fra il borgo di Pratovalle, da cui prende il nome, e il ponte di San Giustino Valdarno, ove forma i cosiddetti trogóni, bacini naturali scavati nella roccia. Nella stessa zona sono presenti resti di antichi mulini e altre opere murarie.
Il torrente lambisce i centri abitati di Campogialli, Pratovalle, Sercognano e Vitereta e attraversa quello di San Giustino Valdarno. 

## Regime idrologico
Essendo un corso d'acqua collinare ed appenninico, l'Agna di Pratovalle ha un regime tipicamente torrentizio, con piene in autunno-primavera e secche quasi totali in estate.

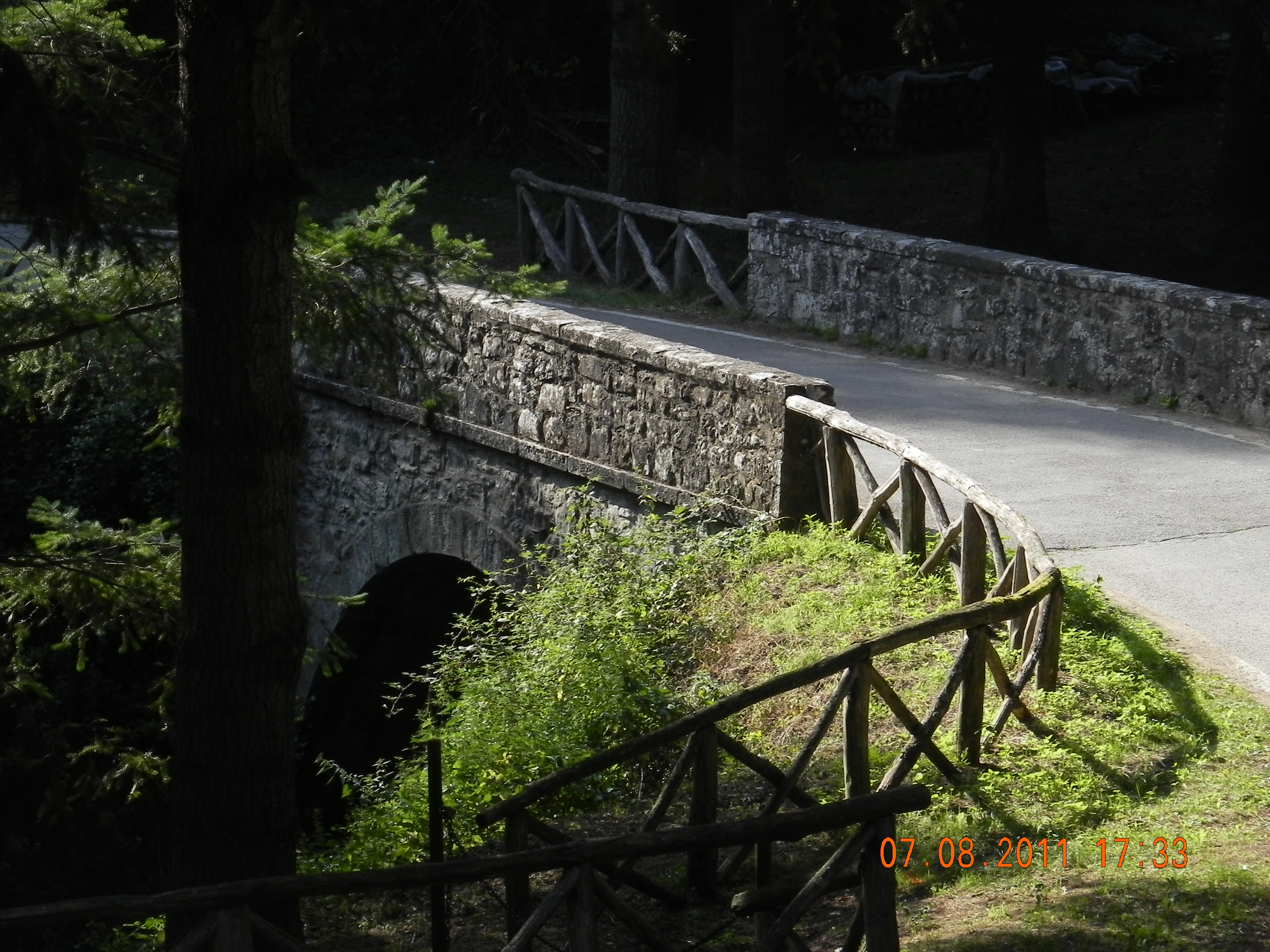
Ponte sull'Agna di Pratovalle in prossimità di Pratovalle

Gli affluenti principali dell'Agna di Pratovalle sono il Borro di Ricastello, il Borro del Gattaio, il Borro di Pratovalle, il Borro di Bagnolo, il Borro di Sercognano, il Borro di Roveraia, il Borro di Vinca, il Borro della Massa e il Borro della Mazza.

## Arte
Il tratto dell'Agna di Pratovalle che lambisce il paese di Pratovalle è stato rappresentato dal pittore Valentino Ghiglia nell'opera Nel bosco, che rappresenta il castagneto che si sviluppa lungo il corso del torrente che si trova lungo la strada della Cortona poco prima del ponte di Pratovalle in direzione Faeto.

## Mulini
Lungo il corso del torrente sono presenti i seguenti mulini ad acqua, oggi dismessi:
- Pratovalle:
  - un documento del 6 luglio 1240 del monastero di Santa Trinità in Alpe testimonia la costruzione di un mulino, alimentato dal torrente Agna di Pratovalle e dal Borro di Pratovalle[2][3] e posto lungo il primo corso d'acqua, di cui rimangono i resti, di cui rimangono i resti: l'abate don Guido attribuì al rettore della chiesa di Santa Maria di Faeto "l'uso dell'acqua e della ripa del fiumicello Agna ad oggetto di edificarvi un mulino di pertinenza della chiesa predetta".[4] Tale struttura si trova all'esterno del paese, in prossimità della confluenza del Borro del Gattaio nell'Agna di Pratovalle.[5][6][7] Il mulino (non è chiaro se il riferimento è a quello prima citato o quello del XVII secolo) risulta essere stato restaurato nel 1682, stando agli atti del comune di Anciolina, a cui Pratovalle dal XVI secolo in poi apparteneva; nel 1710 era gestito da Antonio Forzoni, proprietario dell'omonimo palazzo a Casamona, che fece scalpellare a sue spese le nuove macine.[8]

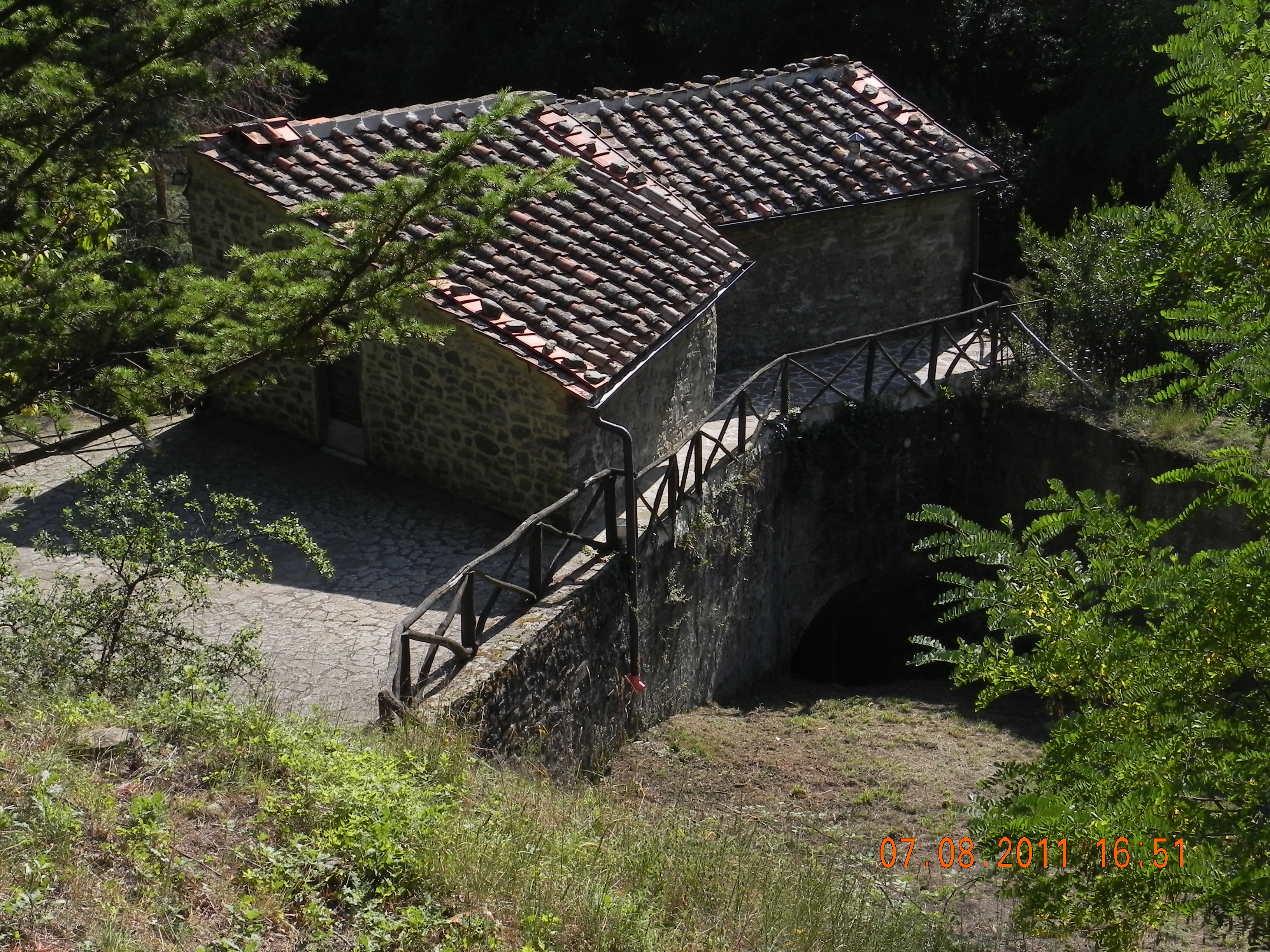
Ex mulino di Pratovalle, costruito nel XVII secolo e alimentato dal torrente Agna di Pratovalle

  - Ex mulino di Pratovalle, costruito nel XVII secolo e alimentato dal torrente Agna di Pratovallenel XVII secolo fu costruito un mulino ad acqua alimentato dal medesimo torrente, che rimase attivo fino al 1965, che successivamente è stato convertito in abitazione privata. Ha conservato le macine e i resti della vecchia gora;[9][10]
- vicino a Sercognano di trova il mulinaccio, la cui presenza è attestata almeno dal 1765;[11][6]
- San Giustino Valdarno:
  - in via Alessandro Marchese del Borro si trova un antico mulino oggi trasformato in abitazioni private, la cui presenza è documentata almeno nel 1765;[12][6][7]
  - all'esterno del nucleo abitato, accessibile da via Martiri dell'Oreno, nei pressi di villa la Grotta, si trova il molinuzzo, presente almeno dal 1765[13], che ha conservato la gora;[14][6]

- all'interno della tenuta del Borro, fra Il Borro e San Giustino Valdarno, si trova l'ex mulino di Querceto, oggi trasformato in residenza turistica.[7][15]